# Conflito intragenómico
A teoria do gene egoísta postula que a seleção natural vai aumentar a frequência daqueles genes cujos efeitos fenotípicos certificam a sua replicação bem sucedida. Em geral, um gene alcança este objectivo através da construção de, em cooperação com outros genes, um organismo capaz de transmitir o gene para os descendentes. Conflito intragenômico surge quando genes dentro de um genoma não são transmitidas pelas mesmas regras, ou quando um gene faz com que sua própria transmissão em detrimento do resto do genoma (este último tipo de gene é geralmente chamado elemento genético egoísta, ou gene ultraselfish ou DNA parasita).

## Genes nucleares
Esta seção lida com conflitos entre genes nucleares.

### Desvio de segregação
Em um genoma diplóide os alelos de um mesmo gene tem uma probabilidade igual de estarem presentes em um gâmeta. Essa igualdade é garantida pela meiose.
No entanto, há genes de desvio de segregação (em inglês segregation distorter ) para os quais alguns alelos manipulam a meiose ou gametogênese de maneira a favorecer a sua própria transmissão. Este processo também é chamado de impulso meiótico (em inglês meiotic drive). Como consequência, os mesmos podem estar presentes em mais de metade das gâmetas funcionais. Os exemplos mais estudados são sd na Drosophila melanogaster (mosca de fruta), haplótipo-t em Mus musculus (rato) e sk em Neurospora sp. (fungo).
Alelos de desvio de segregação que estão presentes nos cromossomas sexuais (como o cromossoma X em diversas espécies de Drosophila) são denominados sex-ratio distorters, uma vez que induzem um viés de razão sexual na prole do indivíduo portador.

### Assassino e alvo
O modelo mais simples de desvio de segregação envolve dois loci estreitamente vinculados: um locus Killer (assassino) e um locus Target (alvo). O conjunto segregation distorter é composto pelo alelo Killer (no locus Killer) e o alelo resistência (no locus alvo), enquanto o conjunto rival é composto por alelos não-assassino e não-resistente. Assim, o conjunto segregation distorter produz uma toxina à qual ele próprio é resistente, enquanto sua rival não é. Assim, ele mata os gâmetas que contém o conjunto rival e aumenta a sua frequência. A articulação apertada entre estes loci é crucial, 
por isso esses genes geralmente situam-se nas regiões de baixa recombinação do genoma.

### Desvio de segregação verdadeiro
Outros sistemas não impliquem destruição de gâmetas, mas antes usam a assimetria da meiose nas fêmeas: o alelo condutor vai parar no ovócito em vez de nos glóbulos polares com uma probabilidade superior a metade. Isto é denominado verdadeira meiotic drive, uma vez que não depende de um mecanismo pós-meiótico. Os exemplos mais bem estudados incluem os neocentrómeros (knobs) de milho, assim como vários rearranjos cromossómicos em mamíferos. A evolução molecular geral de centrómeros provavelmente envolve mecanismos como este.

### Efeitos maternais letais
O gene Medea provoca a morte de descendência de uma mãe heterozigota que não o herde. Ocorre em Tribolium castaneum. 
Genes egoístas com efeitos maternais têm sido sintetizados com êxito no laboratório.

### Transposões
Transposões ou transpósons são genes com replicação autónoma que codificam a capacidade de mover-se para novas posições no genoma e, portanto, acumulam-se nos genomas. Eles replicam-se apesar de serem prejudiciais para o resto do genoma. Eles costumam ser chamados 'genes saltadores' ou DNA parasitário e foram descobertos por Barbara McClintock em 1944.

### Gene da endonuclease homing
O gene da endonuclease homing (HEG) converte os seus alelos rivais em uma cópia de si mesmo e assim são herdadas por quase todos os descendentes meióticos de uma célula heterozigótica. Eles conseguem isto codificando uma endonucleases que quebra o alelo rival. Esta interrupção é reparada usando a sequência do HEG como modelo.
HEGs codificam endonucleases com sequência específica. A sequência de reconhecimento (RS) tem 15-30 bp de comprimento e geralmente ocorre uma vez no genoma. HEGs estão localizadas no meio de suas próprias sequências de reconhecimento. A maioria dos HEGs são codificadas por self-splicing intrões (grupo I & II) e inteínas. Inteínas são fragmentos de proteínas internas produzidas do splicing da proteína e geralmente contêm endonucleases e atividades de splicing. O alelo sem os HEGs são clivada por endonucleases o migrante e a quebra de dupla vertente são reparadas por Recombinação homóloga (conversão gene) usando o alelo contendo HEGs como modelo. Dois cromossomos irão conter os HEGs após o reparo.

### B-cromossoma
B-cromossomas são cromossomas desnecessários; não homólogos com qualquer membro do cromossoma normal (A) definido; é morfologicamente e estruturalmente diferentes e são transmitidos com maior frequência que o esperado, levando à sua acumulação na descendência. Em alguns casos, há fortes indícios para dar suporte a contenção que são simplesmente egoístas e que eles existem como cromossomas parasitas. Eles são encontrados em todos os grandes grupos taxonómicos de vegetais e animais.

## Genes citoplasmáticos
Esta secção lida com conflitos entre genes nucleares e citoplasmáticas. A mitocôndria representa um exemplo de um conjunto de genes citoplasmáticos, tal como plasmídeos e bactérias que se integraram no citoplasma de outra espécie.

### Machos como impasse aos genes citoplasmáticos
Anisogamia geralmente produz zigotos que herdam elementos citoplasmáticos exclusivamente as gâmetas feminina. Assim, os machos representam impasses para esses genes. Este fato, de genes citoplasmáticos evoluíram de uma série de mecanismos para aumentar a produção dos descendentes do sexo femininos e/ou eliminar a descendência não contendo-los .

### Feminização
Organismos masculinos são convertidos em fêmeas por protistas herdadas citoplasmáticas (Microsporidia) ou por bactérias (Wolbachia), independentemente de factores nucleares de determinação do sexo. Isso ocorre em crustáceos, isópodos e alguns insetos.

### Matança de machos
Agentes androcidas são organismos que causam a morte de embriões machos (no caso de bactérias herdadas citoplasmáticas) ou larvas masculinas (no caso de Microsporidia). No caso de morte do embrião, isto desvia investimento de machos a fêmeas que podem transmitir estes elementos citoplasmáticos (por exemplo, joaninha besouros, hosts fêmeas infectados comem seus irmãos mortos masculinos, que é positiva do ponto de vista da bactéria). No caso de morte das larvas induzida pelo microsporidia, o agente é transmitido fora da linhagem masculina (através da qual ele não pode ser transmitido) para o ambiente, onde ele pode ser retomado como contagiante para outros indivíduos. Matança de machos ocorre em muitos insetos. No caso de morte de embriões masculinos, uma variedade de bactérias têm sido implicada, incluindo Wolbachia.

### Esterilidade masculina
O tecido das anteras (gametófito masculino) é morto pelas mitocôndrias em angiospérmicas monóicas,

### Indução de partenogénese
Em certas Hymenoptera e ácaros haplodiplóides, em que os machos são produzidos assexualmente, Wolbachia e Cardinium podem induzir a duplicação do cromossomas e assim converter os organismos em fêmeas. A bactéria citoplasmática força células haplóides passar por mitose para produzir células diplóides que, por conseguinte, será feminina. Isso produz uma população totalmente feminina. Curiosamente, se são administrados antibióticos para as populações que se tenham tornado assexual, desta forma, elas revertem à sexualidade instantaneamente, uma vez que as bactérias citoplasmáticas forçam este comportamento que lhes é removido.

### Incompatibilidade citoplasmática
Em muitos artrópodes, zigotos produzidos pelo esperma dos machos infectados e óvulos das fêmeas não infectados podem ser mortos por Wolbachia ou Cardinium.

### Plasmídeos
Plasmídeos são cromossomas circulares adicionais presentes em muitas bactérias. A maioria dos plasmídeos promovem a conjugação entre seu hospedeiro e outras bactérias, infectando citoplasmas novos, mantendo uma cópia dentro do hospedeiro original. Genes cromossómicos geralmente não são transmitidos. Portanto, eles suportam os custos de replicar o plasmídeo doado e os custos da maior exposição ao(s) vírus, mas ganham pouco em troca (mas os genes de plasmídeos podem direccionar a produção de proteínas que são benéficos para as bactérias, como as que conferem propriedades de resistência aos antibióticos).

## Evolução do sexo
Conflito entre cromossomas foi proposto como um elemento na evolução do sexo.